# Heinrich von Hadeln (General, 1871)

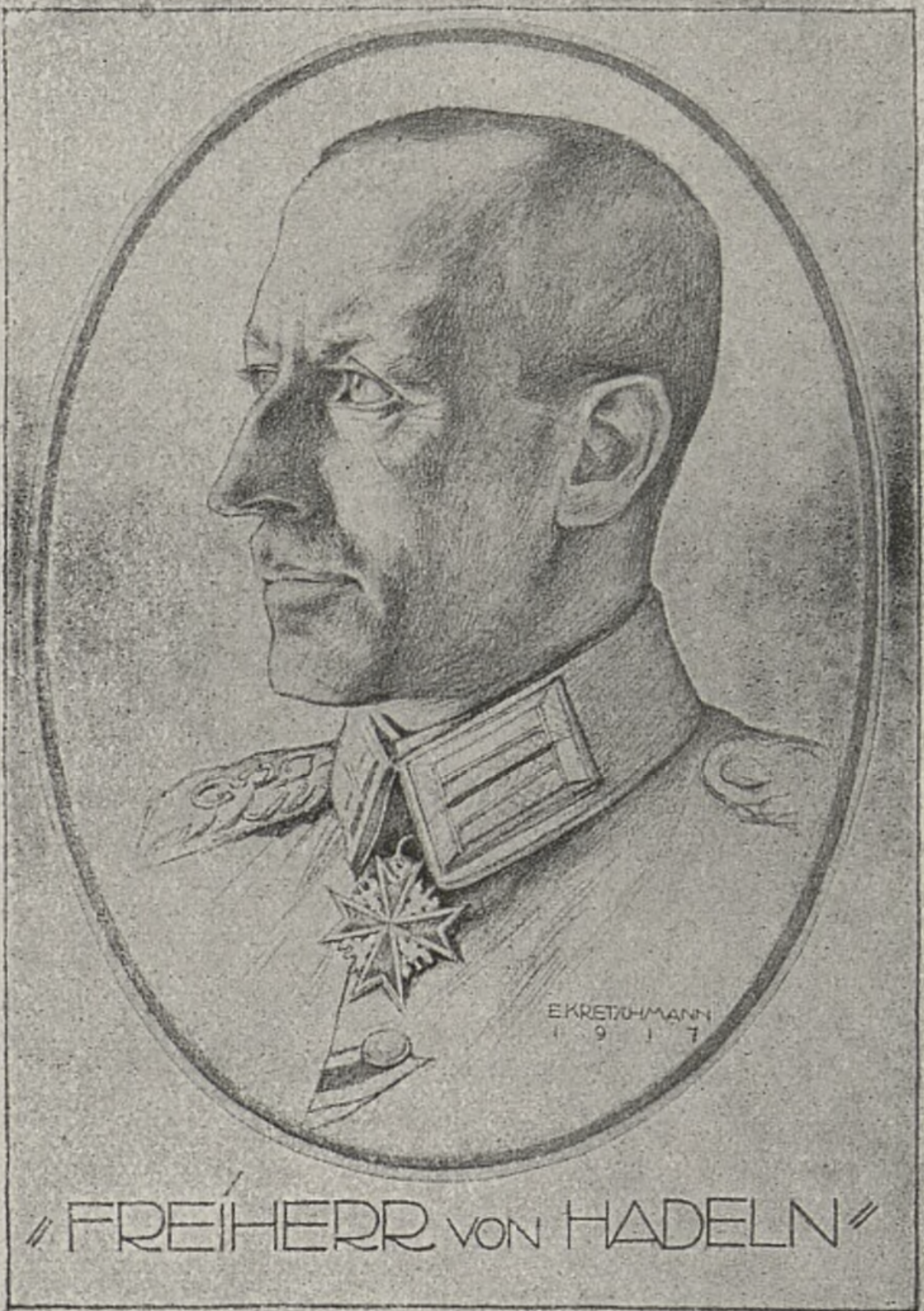
Heinrich von Hadeln (1917)

Heinrich Friedrich Moritz Detlev Freiherr von Hadeln (* 21. Februar 1871 in Treuenbrietzen; † 28. Dezember 1940 in Posen) war ein deutscher Generalleutnant.

## Leben

### Herkunft
Heinrich war das zweitälteste von acht Kindern des gleichnamigen Heinrich von Hadeln (1837–1901) und dessen Ehefrau Ida, geborene Freiin von Hollen (1848–1916). Sein Vater war fürstlich waldeckscher Kammerherr, großherzoglich luxemburgischer Wirklicher Geheimer Rat, Präsident der Finanzkammer und Oberkammerherr sowie preußischer Major a. D. Die Schwester Kornelie (* 1872) war mit dem preußischen Generalleutnant Max von Hopffgarten gen. Heidler (1855–1930) verheiratet.

### Militärkarriere
Nach dem Besuch des Kadettenkorps wurde Hadeln am 22. März 1889 als charakterisierter Fähnrich dem 3. Garde-Regiment zu Fuß der Preußischen Armee überwiesen. Er avancierte Ende September 1890 zum Sekondeleutnant und war von Oktober 1895 bis November 1896 Adjutant des IV. Bataillons. Anschließend war er in gleicher Funktion beim I. Bataillon tätig, rückte im September 1896 zum Premierleutnant auf und fungierte ab Ende Januar 1899 als Regimentsadjutant. Ab dem 22. November 1902 war Hadeln Adjutant der 49. Infanterie-Brigade (1. Großherzoglich Hessische) in Darmstadt, stieg Mitte September 1904 zum Hauptmann auf und trat am 27. Januar 1906 mit der Ernennung zum Kompaniechef in seinem Stammregiment in den Truppendienst zurück. Unter Beförderung zum Major wurde Hadeln am 1. Oktober 1912 zum Adjutanten beim Generalkommando des Gardekorps ernannt.
In dieser Eigenschaft nahm er nach der Mobilmachung anlässlich des Ersten Weltkriegs an den Schlachten an der Sambre, bei St. Quentin und an der Marne teil, kämpfte nach dem folgenden Rückzug bei Reims sowie während des Wettlaufs zum Meer um Arras, Bapaume und Ypern. Am 28. Dezember 1914 wurde Hadeln zum Kommandeur des Garde-Schützen-Bataillons ernannt, das in Stellungskämpfen in der Champagne lag. Nach der dortigen Winterschlacht verlegte der Verband abnutzungsbedingt in die Vogesen und wurde nach Ergänzung von Ersatzmannschaften im Elsass am Hartmannswillerkopf eingesetzt. Vom 7. Juli bis zum 5. November 1916 war Hadeln Kommandeur des Reserve-Infanterie-Regiments Nr. 56, das sich an den Abwehrkämpfen gegen die russische Brussilow-Offensive an der Ostfront beteiligte. Seine Leistungen dabei wurden durch die Verleihung des Ritterkreuzes des Königlichen Hausordens von Hohenzollern mit Schwertern anerkannt.
Anschließend kehrte Hadeln an die Westfront zurück und übernahm in der Endphase der Schlacht an der Somme das Kommando über das Königin Elisabeth Garde-Grenadier-Regiment Nr. 3. Dann aus der Front gezogen, nahm das Regiment eine Ruhe- und Ausbildungszeit bei St. Quentin und Laon, bevor es im April/Mai 1917 bei der 5. Garde-Infanterie-Division in die Doppelschlacht an der Aisne und in der Champagne eingebunden war. Daran schlossen sich Stellungskämpfe am Chemin des Dames mit der Schlacht um den Winterberg an. Trotz eigener hoher Verluste von rund 1000 Mann konnte Hadeln mit seinem Regiment die französische Angriffe abwehren und wurde dafür auf Vorschlag seines Divisionskommandeurs Generalmajor Walter von der Osten am 28. August 1917 mit der höchsten preußischen Tapferkeitsauszeichnung, dem Orden Pour le Mérite geehrt.
Ende Oktober 1917 beteiligte sich das Regiment an der Schlacht von Cambrai und stand dann in Kämpfe bei Estrées-Bellicourt an der Siegfriedstellung, in deren Verlauf Hadeln am 18. Dezember 1917 zum Oberstleutnant befördert wurde. Ab Anfang Januar 1918 folgte eine längere Ruhe- und Ausbildungszeit bei Wignehies und Sars-Poteries, bis das Regiment Ende März 1918 bei der deutschen Frühjahresoffensive an der Durchbruchsschlacht von St. Quentin und La Fère teilnahm. Ende Mai war es in die Angriffsschlacht bei Soissons eingebunden und konnte als erste Truppe der 7. Armee die Vesle überschreiten. Nachdem die deutsche Offensive eingestellt worden war, befand sich Hadeln mit seinem Regiment zwischen Oise und Marne, Oise und Aisne, in der Champagne und an der Maas sowie in der Woëvre-Ebene in ständigen Abwehrkämpfen.
Nach dem Waffenstillstand von Compiègne trat das Regiment durch Lothringen, die Rheinprovinzen und die Pfalz den Rückmarsch in die Heimat an und traf Mitte Dezember 1918 in der Garnison Charlottenburg ein. Dort übergab Hadeln das Kommando am 21. Januar 1919 an Oberst von Heymann und war für einen Monat wieder Kommandeur des Garde-Schützen-Bataillons, bis man ihn am 28. Februar 1919 mit der Wahrnehmung der Geschäfte des Kommandanten des Truppenübungsplatzes Döberitz beauftragte. Er wurde in die Reichswehr übernommen, am 1. Oktober 1919 zum Kommandanten des Truppenübungsplatzes ernannt und in dieser Eigenschaft am 18. Dezember 1920 mit Rangdienstalter vom 1. Oktober 1920 zum Oberst befördert. Zum 30. Oktober 1923 schied Hadeln unter Verleihung des Charakters als Generalmajor aus dem Militärdienst.
Anlässlich des 25. Jahrestages der Schlacht bei Tannenberg, dem sogenannten Tannenbergtag, erhielt er am 27. August 1939 den Charakter als Generalleutnant. Nach dem Beginn des Zweiten Weltkriegs wurde Hadeln am 25. Oktober 1939 zur Verfügung des Heeres gestellt und zum Kommandeur der Division z.b.V. 429 ernannt. In dieser Eigenschaft ist er am 28. Dezember 1940 in Posen verstorben.
Freiherr von Hadeln war Ehrenritter des Johanniterordens.

### Familie
Hadeln hatte sich am 30. September 1901 in Groß-Wilkau mit Eleonore von Chappuis (* 1878), Tochter der Sophie Freiin Schenck zu Schweinsberg und des Offiziers und Gutsbesitzers Karl von Chappuis-Groß Wilkau, verheiratet. Die Ehe blieb kinderlos. Die Witwe lebte nach dem Mauerbau in Potsdam. Charlotte Freifrau von Hadeln war ihre Schwägerin, Ehemann des jüngeren Bruders Wilhelm Freiherr von Hadeln (* 1876). Heinrich von Hadeln hatte noch weitere Geschwister, von denen Sophie (* 1869) und Marie (* 1873) unverheirat blieben und der Major Fritz von Hadeln (* 1885) ebenfalls keine Nachfahren hinterließ.

## Schriften
- Geschichte des Garde-Schützen-Bataillons 1914–1919. (= Erinnerungsblätter deutscher Regimenter. 234. Band), Verlag Deutscher Jägerbund, Berlin 1928.